# Juan de Vadillo
Juan de Vadillo (n. Corona de Castilla, ca. 1495 – f. Imperio español, mediados del siglo XVI) era un licenciado en Derecho que fuera nombrado oidor de la Real Audiencia de Santo Domingo, y como tal lo asignaran en la isla de Cuba como teniente de gobernador del Almirante de la Mar Océano, desde 1531 hasta 1532.

## Biografía
De 1524 a 1535 en la isla de Cuba se suceden varios gobiernos interinos, como los de Manuel de Rojas y Córdova o el de Juan de Altamirano, hasta el nombramiento de Gonzalo de Guzmán el 27 de abril de 1526 por el rey de España.
Comisionado por la Audiencia de la isla Española para tomar la residencia a Gonzalo de Guzmán por sus violencias y desórdenes.
A la vista de los hechos le envió preso a la ciudad de Sevilla a disposición del Consejo de Indias.

## Gobierno
En el año de 1536 fue enviado a  Cartagena de Indias,  a residenciar a Pedro de Heredia donde lo destituyó y tomó su cargo como gobernador de esta ciudad. En 1538 comandó la primera expedición española en territorio actualmente colombiano recorriendo el occidente de este país, en búsqueda de  tesoros indígenas donde fue prisionero por las tropas de Sebastián de Belalcázar.
El año y medio que duró la administración de Vadillo fue una continuación de las discordias entre vecinos, regidores y funcionarios, y de los alzamientos de indios.